# The Sacramento Bee
The Sacramento Bee est un journal quotidien américain publié à Sacramento, en Californie. Depuis sa création en 1857, le Bee est devenu le principal journal de Sacramento, le cinquième plus grand en Californie, et le 27e aux États-Unis. Il est distribué au nord de la vallée de Sacramento, et recouvre une aire géographique d'environ 31 000 km2 : de Stockton au sud à la frontière de l'Oregon au nord, de Reno à l'est jusqu'à la région de la baie de San Francisco,.
Le Bee est le principal journal de son propriétaire, The McClatchy Company. Sa mascotte, le « Scoopy Bee » créé par Walt Disney en 1943, est utilisé par les trois Bee : Sacramento, The Modesto Bee et The Fresno Bee (en).